# Radiant Historia
Radiant Historia (ラジアントヒストリア?, Rajianto Hisutoria) è un videogioco di ruolo sviluppato da Headlock e pubblicato nel 2010 da Atlus per Nintendo DS. Del titolo è stata realizzato un remake per Nintendo 3DS dal titolo Radiant Historia: Perfect Chronology.

## Modalità di gioco
Radiant Historia presenta un sistema di combattimento a turni in cui il campo di battaglia è suddiviso in una matrice 3x3. Il gioco presenta finali multipli.

## Sviluppo
Il videogioco è realizzato da parte dello staff di Radiata Stories. Il game director è Mitsuru Hirata, già autore di Shin Megami Tensei: Strange Journey, mentre il character design è curato da Hiroshi Konishi.